# 李介
李介（1445年—1498年），字守贞，號貞菴，山東承宣布政使司萊州府高密縣 (今山東省濰坊市高密縣）人，明朝兵部侍郎。

## 生平
成化元年（1465年）乙酉科山東鄉試第八名舉人，成化五年，登己丑科會試第四十六名，二甲六十一名進士，改庶吉士。成化七年，授監察御史，巡撫兩浙鹽運，后任河南道御史。九年任期滿后升大理寺丞，進大理寺右少卿。弘治元年，五月升左少卿，再升都察院左僉都御史，巡撫宣府。二年三月召回京理院事，四年二月以母丧去任，服闋，六年六月復除原官，七年五月升任兵部右侍郎，十一月岐王之國，与工部右侍郎谢绶同往通州整理车船夫役，八年二月升兵部左侍郎。弘治十年六月，兼左僉都御史，經略大同宣府邊務。十一年卒于官，死後贈兵部尚書。有子李昆。

## 家族
曾祖李伯榮；祖李遜，理問；父李傑，教授。前母宋氏；母栗氏。具庆下。